# Radio 1 Rock
Radio 1 Rock (radio ena rock) je radijska postaja, vključena v radijsko mrežo Infonet, ki predvaja največje glasbene rock hite. 
Radio je možno poslušati na območju osrednje Slovenije in Štajerske, preko digitalnega radijskega oddajanja (DAB+) pa je radio slišen po vsej Sloveniji.
Radio je začel oddajati 11. 11. 2024 na frekvencah Radia Bob.

## Programska vsebina
- Od 6h do 10h: Rock budilka - Dajnomir Gorjanec
- Od 10 do 14h: Jana Morelj
- Od 14h do 15h: 100% Rock in nič drugega *(brez oglasov in govorjenja)
- Od 15h do 18h: Rock popoldne
- Ob sredah od 21h do 22h: Težki časi, oddaja z metal glasbo

## Frekvence

### DAB+:
- SLO DAB+ R2 E (225.648 MHz (kanal 12B)): vzhodna polovica Slovenije
- SLO DAB+ R2 W (227.360 MHz (kanal 12C)): zahodna polovica Slovenije

### FM:
- Osrednja Slovenija: 87,6 MHz (oddajnik Ljubljana 3 - Šance)
- Štajerska: 94,4 MHz (oddajnik Maribor 6)

## Voditelji
- Jana Morelj
- Dajnomir Gorjanec